# Moscha pallida
Moscha pallida är en fjärilsart som beskrevs av Turner 1936. Moscha pallida ingår i släktet Moscha och familjen nattflyn. Inga underarter finns listade i Catalogue of Life.